# Farnesylierung

Farnesol, ein Vorläufer bei der Farnesylierung.

Farnesylpyrophosphat, eines der beiden Substrate bei der Farnesylierung.

Die Farnesylierung ist eine Form der Prenylierung von Proteinen.

## Eigenschaften
Die Farnesylierung ist eine posttranslationale Modifikation von Proteinen, durch die unter anderem zytosolische Proteine über die angehängte Farnesylgruppe im Sinne eines Membranankers an der Zellmembran oder an anderen Biomembranen in einer Zelle befestigt werden. Die Substrate bei der Farnesylierung sind Farnesylpyrophosphat und ein oder zwei C-terminale Cysteine am zu modifizierenden Protein. Die Abgangsgruppe bei der Farnesylierung ist Pyrophosphat. Das Enzym Farnesyltransferase katalysiert die Farnesylierung, ähnlich zur Geranylgeranylierung.
Farnesylierte Proteine sind z. B. Lamin A und Ras.
Eine Beteiligung einer fehlerhaften Farnesylierung von Proteinen wird unter anderem bei Krebs, neurodegenerativen Erkrankungen, Retinitis pigmentosa und vorzeitigen Alterungssyndromen vermutet. Eine Hemmung von Farnesyltransferasen wird bei der Behandlung von Krebs, Progerie und Infektionen mit Trypanosoma brucei und Plasmodium falciparum untersucht.